# ツクモガミネット
有限責任事業組合ツクモガミネット（英称：LLP TSUKUMOGAMINET）はゲーム会社である。
最新作は「螺旋特急ロストレイル」。代表者は中田誠司。所在地は東京都新宿区。愛称は九十九（会社名を短く言った時の聞こえ方から）。

## 沿革
2006年7月に設立。主な業務はPBWの運営。
処女作である『銀幕★輪舞曲』は映画をモチーフとして登録キャラクター数1010人を超える作品だった。
第二作である『螺旋特急ロストレイル』は鉄道旅行をモチーフとしている。
なお、団体の活動は2006年8月の銀幕★輪舞曲公開が最初である。

## 影響力
- イラストや文章の注文サービスは、同業他社にも存在するが文章はキャラクターのサイドストーリーとして位置づけられている。ツクモガミネットの注文サービスは納品後管理番号によって著作権を保護している。